# Cave (single)
Cave is de tweede single van Showbiz, het eerste studioalbum van de Britse rockband Muse. De single werd uitgebracht op 6 september 1999.

## Achtergrond
Zanger en gitarist Matthew Bellamy heeft in 2000 gezegd dat Cave over een oude vriend van hem gaat, die nu geen vriend meer is. Omdat hij dit met een vreemde stem zei, denken verschillende mensen dat dit een grap is.
Een piano-versie van het nummer werd voor het eerst gespeeld tijdens de The Resistance Tour, nadat het nummer voor 8 jaar niet meer is gespeeld tijdens concerten van de band.
In het Verenigd Koninkrijk behaalde de single de 52e positie in de UK Singles Chart.

## Tracklist
Alle teksten zijn geschreven door Matthew Bellamy. 
| 1.                | Cave                       | 4:48 |
| 2.                | Cave (instrumentale remix) | 5:08 |
| Totale duur: 9:55 |                            |      |

| 1.                 | Cave         | 4:48 |
| 2.                 | Twin         | 3:17 |
| 3.                 | Cave (remix) | 5:07 |
| Totale duur: 13:14 |              |      |

| 1.                 | Cave | 4:48 |
| 2.                 | Host | 4:19 |
| 3.                 | Coma | 3:35 |
| Totale duur: 12:42 |      |      |

| Nr. | Titel              | Duur |
| --- | ------------------ | ---- |
| 1.  | Cave (radioversie) | 3:07 |

| 1.                 | Cave (radioversie)                          | 3:07 |
| 2.                 | Muscle Museum (akoestische live-uitvoering) | 4:45 |
| 3.                 | Unintended (akoestische live-uitvoering)    | 4:08 |
| 4.                 | Coma                                        | 3:36 |
| 5.                 | Cave (remix)                                | 5:09 |
| Totale duur: 20:45 |                                             |      |

## Medewerkers
Muse
- Matthew Bellamy – zang, gitaar, productie, mixen
- Christopher Wolstenholme – basgitaar, productie, mixen
- Dominic Howard – drums, slaginstrumenten, productie, mixen

Overige
- John Leckie, Paul Reeve – productie, mixen

## In andere media
- Het nummer is te vinden op de soundtrack van de film Little Nicky, in de film is het nummer tijdens de ondertiteling te horen.[3]
- In het televisieprogramma Horizon werd het nummer in een aflevering gebruikt.[3]